# Gloucestershire
Gloucestershire – hrabstwo administracyjne (niemetropolitalne), ceremonialne i historyczne w Anglii, w regionie South West England, położone nad estuarium rzeki Severn, przy granicy z Walią.
Hrabstwo administracyjne zajmuje powierzchnię 2653 km², a zamieszkane jest przez 597 000 osób (2011). Hrabstwo ceremonialne, które obejmuje dodatkowo dystrykt typu unitary authority South Gloucestershire, liczy 3150 km² powierzchni i 859 800 mieszkańców. Stolicą jest miasto Gloucester, położone w środkowej części hrabstwa, jako jedyne posiadające status city. Drugim pod względem wielkości miastem jest Cheltenham.
W zachodniej części hrabstwa znajduje się las Forest of Dean, na wschodzie natomiast wzgórza Cotswolds.
Na północy Gloucestershire graniczy z hrabstwami Herefordshire i Worcestershire, na północnym wschodzie z Warwickshire, na wschodzie z Oxfordshire, na południu z Wiltshire, a na południowym zachodzie z hrabstwami Bristol i Somerset.

## Podział administracyjny
W skład hrabstwa wchodzi sześć dystryktów. Jako hrabstwo ceremonialne Gloucestershire obejmuje dodatkowo jedną jednostkę administracyjną typu unitary authority.
1. Gloucester
2. Tewkesbury
3. Cheltenham
4. Cotswold
5. Stroud
6. Forest of Dean
7. South Gloucestershire (unitary authority)